# 邦福德峰
54°8′S 37°38′W / 54.133°S 37.633°W
邦福德峰（英語：Bomford Peak），是南極洲的山峰，位於南喬治亞群島，處於威爾森港和奇普曼灣之間，海拔高度1,140米，由英國的研究隊測量，由英國海外領土管轄。